# Liste der Monuments historiques in Villiers-le-Mahieu
Die Liste der Monuments historiques in Villiers-le-Mahieu führt die Monuments historiques in der französischen Gemeinde Villiers-le-Mahieu auf.

## Liste der Bauwerke
| Bezeichnung    | Beschreibung              | Standort | Kennzeichnung | Schutzstatus | Datum | Bild           |
| -------------- | ------------------------- | -------- | ------------- | ------------ | ----- | -------------- |
| Schloss Launay | Erbaut im 17. Jahrhundert | (Lage)   | PA00087785    | Inscrit      | 1964  | weitere Bilder |

## Liste der Objekte
- Monuments historiques (Objekte) in Villiers-le-Mahieu in der Base Palissy des französischen Kultusministeriums